# HD 114386
HD 114386 ist ein etwa über 90 Lichtjahre entfernter Hauptreihenstern der Spektralklasse K3. Er liegt im Sternbild Zentaur und besitzt eine scheinbare Helligkeit von 8,7 mag.
Der Stern wird von mindestens einem extrasolaren Planeten begleitet, dessen Entdeckung mittels der Radialgeschwindigkeitsmethode im Jahr 2004 von Mayor et al. publiziert wurde und der die systematische Bezeichnung HD 114386 b besitzt. Dabei wurde von den Entdeckern eine Umlaufperiode von etwas mehr als 900 Tagen angegeben und die Mindestmasse zu rund 1,2 Jupitermassen. Laut einer online verfügbaren Arbeit von Mayor et al. aus dem Jahr 2011, die allerdings nicht in einem Fachjournal publiziert wurde, existiert um diesen Stern ein weiterer Exoplanet (systematische Bezeichnung HD 114386 c). Für diesen wird eine Umlaufdauer von etwas mehr als 1000 Tagen angegeben, wobei in diesem Fall für HD 114386 b eine deutlich geringere Umlaufperiode von etwa 450 Tagen und auch eine geringere Mindestmasse resultieren würde.